# Львівська обласна рада народних депутатів XVII скликання
Львівська обласна рада народних депутатів сімнадцятого скликання — представничий орган Львівської області у 1980—1982 роках.
Нижче наведено список депутатів Львівської обласної ради 17-го скликання, обраних 24 лютого 1980 року в загальних та особливих округах. Всього до Львівської обласної ради 17-го скликання було обрано 250 депутатів.
| Прізвище, ім'я, по-батькові           | Місто чи район           | Виборчий округ                | Посада | Примітки |
| ------------------------------------- | ------------------------ | ----------------------------- | --- | -------- |
| Абашин Микола Борисович               | Самбірський район        | Ободівський № 192             | 1-й заступник командувача військ Прикарпатського військового округу |          |
| Авер'янов Рем Якимович                | Стрийський район         | Квасницький № 229             | «інженер дистанції колії» (начальник Політичного відділу 28-го корпусу ППО, полковник) |          |
| Алаєва Ія Семенівна                   | Дрогобицький район       | Меденицький № 110             | заступник голови Львівського облвиконкому |          |
| Андрейко Людмила Петрівна             | місто Львів              | Радянський № 25               | робітниця Львівського виробничого об'єднання «Кінескоп» |          |
| Андрющенко Тетяна Олександрівна       | місто Дрогобич           | Дрогобицький № 64             | фрезерувальниця Дрогобицького заводу автомобільних кранів |          |
| Антоненко Борис Тихонович             | Старосамбірський район   | Старосолянський № 222         | прокурор Львівської області |          |
| Асман Галина Іванівна                 | Сколівський район        | Верхньосиньовидненський № 197 | доярка радгоспу «Сколівський» селища Верхнє Синьовидне Сколівського р-ну |          |
| Байдюк Анатолій Тимофійович           | Стрийський район         | Яблунівський № 231            | начальник управління сільського господарства Львівського облвиконкому |          |
| Барабащук Микола Григорович           | місто Дрогобич           | Дрогобицький № 69             | старший оператор цеху Дрогобицького нафтопереробного заводу |          |
| Бельо Марія Василівна                 | Сокальський район        | Правдівський № 208            | трактористка колгоспу «Україна» села Правда Сокальського р-ну |          |
| Беновський Ярослав Васильович         | Бродівський район        | Пеняківський № 91             | голова Бродівського райвиконкому |          |
| Бечкало Йосиф Васильович              | Дрогобицький район       | Новокропивницький № 111       | робітник радгоспу «Новокропивницький» села Новий Кропивник Дрогобицького р-ну |          |
| Білецька Мирослава Михайлівна         | Перемишлянський район    | Романівський № 169            | економіст колгоспу імені Калініна села Лагодів Перемишлянського р-ну |          |
| Бобеляк Ксенія Миколаївна             | Городоцький район        | Коропузький № 105             | бригадир рільничої бригади колгоспу імені Свердлова села Коропуж Городоцького р-ну |          |
| Бобрик Ганна Ільківна                 | Буський район            | Красненський № 95             | оператор відгодівлі великої рогатої худоби колгоспу «Авангард» селища Красне Буського р-ну |          |
| Боброва Марія Василівна               | місто Львів              | Залізничний № 21              | провідник вагонів пасажирського вагонного депо станції Львів Львівської залізниці |          |
| Богданов Анатолій Петрович            | Пустомитівський район    | Солонківський № 180           | голова Пустомитівського райвиконкому |          |
| Болкіт Роман Степанович               | Радехівський район       | Лопатинський № 184            | голова колгоспу імені Леніна села Хмільне Радехівського р-ну |          |
| Болонна Марія Михайлівна              | Дрогобицький район       | Солонський № 114              | бригадир рільничої бригади колгоспу «Нове життя» села Солонське Дрогобицького р-ну |          |
| Большакова Олена Іванівна             | місто Трускавець         | Трускавецький № 80            | головний лікар санаторію «Алмаз» Трускавецької територіальної ради з управління курортами профспілок |          |
| Борзунов Анатолій Костянтинович       | місто Львів              | Залізничний № 13              | 1-й заступник начальника Головльвівпромбуду |          |
| Бортник Параскевія Володимирівна      | Бродівський район        | Лешнівський № 90              | завідувачка ферми № 1 колгоспу імені Кірова села Язлівчик Бродівського р-ну |          |
| Бортников В'ячеслав Васильович        | місто Львів              | Радянський № 31               | начальник управління місцевої промисловості Львівського облвиконкому |          |
| Босова Марія Романівна                | Радехівський район       | Радехівський № 187            | директор Радехівського районного будинку культури |          |
| Братко (Горбатова) Тетяна Василівна   | місто Львів              | Шевченківський № 57           | шліфувальниця Львівського виробничого інструментального об'єднання |          |
| Брунець Ірина Петрівна                | місто Львів              | Ленінський № 10               | робітниця Львівського виробничого об'єднання «Полярон» |          |
| Брусов Володимир Олександрович        | місто Стрий              | Стрийський № 76               | завідувач відділу організаційно-партійної роботи Львівського обкому КПУ |          |
| Бульба Григорій Савич                 | місто Дрогобич           | Дрогобицький № 66             | голова Дрогобицького міськвиконкому |          |
| Бумбар Степанія Лук'янівна            | Сколівський район        | Славський № 202               | робітниця радгоспу «Славський» селища Славське Сколівського р-ну |          |
| Бурмич Микола Федорович               | Старосамбірський район   | Головецький № 215             | бригадир тракторної бригади радгоспу «Прикордонник» села Мшанець Старосамбірського р-ну |          |
| Бучинський Володимир Степанович       | місто Львів              | Залізничний № 14              | старший майстер вагонного депо станції Клепарів Львівської залізниці |          |
| Валіцька Мирослава Миколаївна         | Золочівський район       | Червоненський № 133           | агроном колгоспу імені Леніна села Червоне Золочівського р-ну |          |
| Вархол Марія Юріївна                  | місто Львів              | Червоноармійський № 41        | робітниця Львівського механічного заводу тресту «Реммехгазпром» |          |
| Василів Мирон Григорович              | Сокальський район        | Селецький № 209               | секретар Львівського обкому КПУ |          |
| Вельган Марія Миколаївна              | Золочівський район       | Золочівський № 128            | швея Золочівської швейної фабрики Львівського виробничого швейного об'єднання «Маяк» |          |
| Вигриняк Марія Василівна              | Стрийський район         | Нежухівський № 230            | пташниця Стрийської птахофабрики Стрийського р-ну |          |
| Висоцький Володимир Михайлович        | Пустомитівський район    | Водянський № 174              | начальник управління культури Львівського облвиконкому |          |
| Вірт Ольга Іванівна                   | Миколаївський район      | Верхньодорожненський № 140    | доярка колгоспу «Радянська Україна» села Новосілки-Опарські Миколаївського р-ну |          |
| Вовк Анатолій Максимович              | Мостиський район         | Судововишнянський № 152       | завідувач відділу народної освіти Львівського облвиконкому |          |
| Возна Марія Іванівна                  | місто Львів              | Шевченківський № 56           | швея-мотористка Львівського виробничого трикотажного об'єднання «Промінь» |          |
| Воляник Олександра Дмитрівна          | місто Львів              | Ленінський № 11               | студентка Львівського державного університету імені Івана Франка |          |
| Гаврилюк Михайло Олександрович        | місто Львів              | Залізничний № 24              | ректор Львівського політехнічного інституту |          |
| Гадомська Марія Іванівна              | Самбірський район        | Садковицький № 195            | доярка колгоспу імені Щорса села Воля-Баранецька Самбірського р-ну |          |
| Галай Ольга Євстахіївна               | Стрийський район         | Дашавський № 226              | тваринниця колгоспу імені 17 Вересня селища Дашава Стрийського р-ну |          |
| Галевич Богдан Васильович             | місто Львів              | Залізничний № 12              | слюсар механоскладальних робіт Львівського виробничого об'єднання «Конвеєр» |          |
| Гамеляк Леся Михайлівна               | місто Самбір             | Самбірський № 73              | слюсар Самбірського приладобудівного заводу «Омега» |          |
| Гапатин Любов Михайлівна              | Жидачівський район       | Жидачівський № 119            | машиніст пакувальної лінії Жидачівського целюлозно-картонного заводу імені 50-річчя Великої Жовтневої соціалістичної революції                                                                                     |          |
| Гафтанюк Костянтин Тимофійович        | Сколівський район        | Козівський № 198              | начальник управління лісового господарства і лісозаготівель Львівського облвиконкому |          |
| Глазунов Олександр Петрович           | Бродівський район        | Бродівський № 88              | 1-й секретар Бродівського райкому КПУ |          |
| Гнат Володимир Осипович               | місто Дрогобич           | Стебницький № 70              | робітник Стебницького калійного комбінату |          |
| Гнатів Зіновій Миколайович            | місто Стрий              | Стрийський № 78               | бригадир Стрийського склозаводу |          |
| Годісь Марія Іванівна                 | Сокальський район        | Великомостівський № 205       | ланкова колгоспу «Ленінський шлях» села Реклинець Сокальського р-ну |          |
| Городиська Ярослава Михайлівна        | Дрогобицький район       | Підбузький № 112              | агроном-насіннєвод колгоспу імені Лесі Українки села Ступниця Дрогобицького р-ну |          |
| Гриб Дем'ян Степанович                | Турківський район        | Лімнянський № 236             | голова Турківського райвиконкому |          |
| Грицишин Любов Володимирівна          | Нестеровський район      | Рава-Руський № 163            | швея-мотористка Нестеровського цеху Червоноградської швейної фабрики |          |
| Гудим Леонід Єфремович                | Перемишлянський район    | Бібрський № 166               | голова Перемишлянського райвиконкому |          |
| Гузенко Ірина Михайлівна              | Пустомитівський район    | Борщовицький № 172            | робітниця радгоспу «Жовтневий» села Лисиничі Пустомитівського р-ну |          |
| Даниленко Михайло Васильович          | місто Львів              | Червоноармійський № 39        | ректор Львівського державного медичного інституту |          |
| Данилів Григорій Григорович           | місто Дрогобич           | Дрогобицький № 68             | бригадир трубоукладників Дрогобицького управління механізації будівництва |          |
| Даців Віра Михайлівна                 | Самбірський район        | Дублянський № 190             | інспектор з якості колгоспу «Іскра» села Озерне Самбірського р-ну |          |
| Дейнека Ярослав Васильович            | Городоцький район        | Великолюбінський № 101        | тракторист колгоспу імені ХХ з'їзду КПРС селища Великий Любінь Городоцького р-ну |          |
| Демчик Любов Романівна                | місто Львів              | Радянський № 29               | картонажниця Львівської фабрики картонажних виробів |          |
| Денищук Марія Миколаївна              | Радехівський район       | Нововитківський № 186         | апаратниця Радехівського цукрового заводу |          |
| Джурляк Іван Федорович                | Кам'янсько-Бузький район | Новояричівський № 139         | голова Кам'янсько-Бузького райвиконкому |          |
| Дика Каролина Миколаївна              | Сколівський район        | Орівський № 199               | ланкова колгоспу імені Жданова села Підгородці Сколівського р-ну |          |
| Дідик Тамара Софронівна               | місто Львів              | Ленінський № 2                | солістка Львівського академічного театру опери та балету імені Івана Франка |          |
| Добрик Віктор Федорович               | Буський район            | Буський № 94                  | 1-й секретар Львівського обкому КПУ |          |
| Додачко Федір Андрійович              | Старосамбірський район   | Лютовиський № 217             | голова Старосамбірського райвиконкому |          |
| Доценко Віктор Михайлович             | Турківський район        | Луківський № 237              | «інженер будівельно-монтажного управління» (член Військової ради – начальник Політичного відділу Військово-повітряних сил (ВПС) Прикарпатського військового округу, генерал-майор авіації)                         |          |
| Дробко Василь Зіновійович             | Жидачівський район       | Новострілищанський № 122      | шофер колгоспу імені 60-річчя Радянської України села Баківці Жидачівського р-ну |          |
| Дудич Любов Олексіївна                | Миколаївський район      | Гірський № 141                | зоотехнік колгоспу імені Мічуріна села Гірське Миколаївського р-ну |          |
| Дунський Петро Васильович             | Золочівський район       | Підлипецький № 130            | тракторист колгоспу «Червона Зірка» села Підлипці Золочівського р-ну |          |
| Дуньо Марія Василівна                 | Дрогобицький район       | Рихтицький № 113              | ланкова колгоспу імені Шевченка села Уличне Дрогобицького р-ну |          |
| Жипа Володимир Миколайович            | Дрогобицький район       | Добрівлянівський № 108        | 1-й секретар Львівського обкому ЛКСМУ |          |
| Жовтий Олег Борисович                 | місто Львів              | Радянський № 28               | робітник Львівського заводу «Львівприлад» |          |
| Жолобецький Михайло Андрійович        | Миколаївський район      | Миколаївський № 143           | машиніст обертової печі Миколаївського цементно-гірничого комбінату |          |
| Заброварний Михайло Васильович        | Самбірський район        | Чайковицький № 196            | голова Самбірського райвиконкому |          |
| Задольський Олег Янович               | місто Львів              | Ленінський № 8                | робітник заводу низьковольтних електроламп Львівського виробничого об'єднання «Іскра» |          |
| Захарова Анастасія Степанівна         | Яворівський район        | Залузький № 241               | бригадир малярів тресту «Яворівхімбуд» Яворівського р-ну |          |
| Збишко Іван Григорович                | Нестеровський район      | Гійченський № 155             | голова Гійченської сільської ради Нестеровського р-ну |          |
| Зубейко Марія Андріївна               | Кам'янсько-Бузький район | Батятичівський № 134          | ланкова колгоспу імені Ілліча села Желдець Кам'янсько-Бузького р-ну |          |
| Іваненко Ігор Борисович               | місто Львів              | Червоноармійський № 46        | генеральний директор Львівського виробничого об'єднання «Мікроприлад» імені 60-річчя Радянської України |          |
| Іванків Ольга Антонівна               | Стрийський район         | Долішненський № 228           | зоотехнік молочнотоварної ферми колгоспу «Зоря комунізму» села Жулин Стрийського р-ну |          |
| Ікава Марія Іванівна                  | Городоцький район        | Угрівський № 107              | зоотехнік колгоспу «Іскра» села Угри Городоцького р-ну |          |
| Ільницька Любов Романівна             | Турківський район        | Боринський № 232              | доярка колгоспу «Світанок» села Нижнє Висоцьке Турківського р-ну |          |
| Ільницький Михайло Йосипович          | Турківський район        | Верхньогусиненський № 233     | тракторист радгоспу «Карпати» села Верхнє Гусине Турківського р-ну |          |
| Калитин Наталія Степанівна            | місто Львів              | Червоноармійський № 48        | робітниця Львівського виробничого об'єднання комунального устаткування «Львівкомунмаш» |          |
| Каплан Ернст Мойсейович               | місто Львів              | Радянський № 35               | електрозварник Львівського виробничого об'єднання «Львівхімсільгоспмаш» |          |
| Капуста Любов Петрівна                | Сокальський район        | Сокальський № 210             | завідувачка методично-бібліографічного відділу Сокальської центральної районної бібліотеки |          |
| Капущак Василь Михайлович             | місто Червоноград        | Червоноградський № 81         | бригадир робітників очисного вибою шахти імені Героя Радянського Союзу Лопатіна виробничого об'єднання «Укрзахідвугілля»                                                                                           |          |
| Каргашина Зінаїда Олексіївна          | місто Львів              | Шевченківський № 53           | робітниця Львівського виробничого об'єднання кондитерської промисловості «Світоч» |          |
| Карельська Степанія Йосипівна         | Жидачівський район       | Журавненський № 121           | ланкова колгоспу імені Чапаєва села Чертіж Жидачівського р-ну |          |
| Карпінський Юліан Антонович           | Старосамбірський район   | Нижанковицький № 218          | голова Львівського обласного виробничого об'єднання з виробничо-технічного забезпечення сільського господарства |          |
| Каширіна Любов Андріївна              | Яворівський район        | Яворівський № 250             | технік-кресляр Яворівського заводу «Металопластмас» |          |
| Кирей Михайло Ілліч                   | Кам'янсько-Бузький район | Кам'янсько-Бузький № 138      | 1-й секретар Кам'янсько-Бузького райкому КПУ |          |
| Кізуб Анатолій Іванович               | місто Червоноград        | Червоноградський № 83         | директор шахти № 3 «Великомостівська» виробничого об'єднання «Укрзахідвугілля» |          |
| Кілярський Павло Володимирович        | Старосамбірський район   | Новоміський № 219             | завідувач тваринницької ферми колгоспу імені Мічуріна села Болозів Старосамбірського р-ну |          |
| Кіндій Любомир Васильович             | Миколаївський район      | Роздольський № 147            | голова Миколаївського райвиконкому |          |
| Клейншваг Яків Григорович             | Мостиський район         | Мостиський № 150              | голова правління Львівського обласного міжколгоспного об'єднання «Міжколгоспбуд» |          |
| Коваль Ганна Михайлівна               | Сокальський район        | Тартаківський № 213           | доярка колгоспу імені газети «Правда» села Перев'ятичі Сокальського р-ну |          |
| Коваль Іван Михайлович                | Турківський район        | Ісаївський № 235              | токар автоколони радгоспу «Комсомолець» села Явори Турківського р-ну |          |
| Ковальчук Леонтій Іванович            | Золочівський район       | Поморянський № 131            | голова Золочівського райвиконкому |          |
| Кожух Анатолій Юхимович               | Пустомитівський район    | Пустомитівський № 179         | директор Пустомитівського виробничого об'єднання з виробництва яєць |          |
| Козачок Григорій Михайлович           | Сокальський район        | Скоморохівський № 212         | тракторист колгоспу імені Леніна села Стенятин Сокальського р-ну |          |
| Козиренко Микола Дмитрович            | Буський район            | Куткірський № 96              | голова Буського райвиконкому |          |
| Козлова Ольга Анатоліївна             | місто Львів              | Шевченківський № 58           | робітниця Львівського виробничого взуттєвого об'єднання «Прогрес» |          |
| Коломійцев Іван Харитонович           | Яворівський район        | Касянівський № 243            | заступник командувача військ Прикарпатського військового округу по тилу |          |
| Комнатний Степан Михайлович           | Сокальський район        | Белзький № 204                | голова Сокальського райвиконкому |          |
| Кондрашов Анатолій Пилипович          | місто Львів              | Червоноармійський № 38        | начальник штабу цивільної оборони Львівської області |          |
| Кондюх Марія Василівна                | Буський район            | Милятинський № 97             | ланкова колгоспу імені 60-річчя Радянської України села Новий Милятин Буського р-ну |          |
| Короза Степан Вікентійович            | місто Червоноград        | Червоноградський № 84         | голова Червоноградського міськвиконкому |          |
| Косован Олександр Романович           | Пустомитівський район    | Верхньобілківський № 173      | редактор обласної газети «Вільна Україна» |          |
| Костик Людмила Дем'янівна             | місто Львів              | Залізничний № 18              | диспетчер Львівського мотозаводу |          |
| Коцко Магда Василівна                 | Яворівський район        | Новояворівський № 247         | робітниця Яворівського виробничого об'єднання «Сірка» Яворівського р-ну |          |
| Кочут Степан Іванович                 | Нестеровський район      | Добросинський № 156           | шофер колгоспу «Нове життя» села Добросин Нестеровського району |          |
| Кривунь Володимир Григорович          | Перемишлянський район    | Перемишлянський № 168         | директор Перемишлянської середньої школи |          |
| Кривченко Тамара Інокентіївна         | місто Львів              | Ленінський № 1                | кравчиня Львівської фабрики індпошиття і ремонту одягу |          |
| Крюков Микола Петрович                | Яворівський район        | Добростанівський № 240        | голова Яворівського райвиконкому |          |
| Кузнецов Костянтин Дмитрович          | Миколаївський район      | Димівський № 142              | завідувач фінансового відділу Львівського облвиконкому |          |
| Кунців Степан Володимирович           | місто Борислав           | Бориславський № 61            | дефектоскопіст бази виробничого обслуговування Бориславського управління бурових робіт |          |
| Курило Роман Миколайович              | Сокальський район        | Угнівський № 214              | головний агроном колгоспу «Солокія» села Корчів Сокальського р-ну |          |
| Лещишин Віра Степанівна               | Мостиський район         | Зав'язанецький № 149          | головний зоотехнік колгоспу «Червона зірка» села Зав'язанці Мостиського р-ну |          |
| Лимаренко Олександр Іванович          | Турківський район        | Нижньовисоцький № 238         | завідувач організаційно-інструкторського відділу Львівського облвиконкому |          |
| Липова Дарія Павлівна                 | Жидачівський район       | Жирівський № 120              | голова Жидачівського райвиконкому |          |
| Лука Марія Олексіївна                 | Пустомитівський район    | Давидівський № 175            | пташниця птахофабрики імені ХХ з'їзду КПРС села Давидів Пустомитівського р-ну |          |
| Луценко Володимир Іванович            | Нестеровський район      | Липницький № 159              | начальник управління внутрішніх справ Львівського облвиконкому |          |
| Любів Любов Йосипівна                 | місто Львів              | Шевченківський № 55           | робітниця Львівського механізованого склозаводу |          |
| Мазанський Петро Андрійович           | Кам'янсько-Бузький район | Великоколодненський № 135     | тракторист колгоспу імені Богдана Хмельницького села Велике Колодно Кам'янсько-Бузького р-ну |          |
| Мазур Іванна Максимівна               | Нестеровський район      | Туринківський № 165           | економіст колгоспу імені Горького села Любеля Нестеровського р-ну |          |
| Мазурик Микола Іванович               | Дрогобицький район       | Ясенице-Сільнянський № 115    | тракторист колгоспу імені Івана Франка села Івана Франка Дрогобицького р-ну |          |
| Макаренко Анатолій Петрович           | місто Самбір             | Самбірський № 71              | начальник відділу юстиції Львівського облвиконкому |          |
| Малець Богдана Семенівна              | Золочівський район       | Великовільшаницький № 126     | свинарка колгоспу імені 17 Вересня села Підгайчики Золочівського р-ну |          |
| Малиця Оксана Іванівна                | Пустомитівський район    | Звенигородський № 176         | доярка радгоспу «Винниківський» села Чишки Пустомитівського р-ну |          |
| Манастирський Роман Ярославович       | Старосамбірський район   | Старосамбірський № 221        | завідувач відділу охорони здоров'я Львівського облвиконкому |          |
| Марциняк Михайло Іванович             | Городоцький район        | Керницький № 103              | тракторист колгоспу «Зоря» села Керниця Городоцького р-ну |          |
| Меличин Мар'ян Васильович             | Самбірський район        | Воютицький № 189              | слюсар-електрик Воютицького спиртзаводу села Воютичі Самбірського р-ну |          |
| Мись Надія Петрівна                   | місто Червоноград        | Червоноградський № 82         | в'язальниця Червоноградського виробничого панчішного об'єднання |          |
| Митник Ганна Михайлівна               | місто Львів              | Червоноармійський № 44        | робітниця Львівської книжкової фабрики «Атлас» |          |
| Михалін Никанор Іванович              | місто Львів              | Радянський № 30               | ювелір Львівського виробничого об'єднання «Ювелірпром» |          |
| Мінасіян Наталія Рафаелівна           | місто Львів              | Радянський № 26               | бригадир Львівської фабрики паперово-білових виробів імені XXV з'їзду КПРС |          |
| Міровський Ярослав Степанович         | місто Борислав           | Бориславський № 62            | токар Бориславського експериментального ливарно-механічного заводу |          |
| Музіль Любов Степанівна               | Мостиський район         | Чернівський № 154             | агроном колгоспу «Комуніст» села Черневе Мостиського р-ну |          |
| Муравйов Борис Григорович             | Перемишлянський район    | Брюховицький № 167            | начальник Львівського обласного виробничого управління будівництва і експлуатації автомобільних шляхів |          |
| Назарчук Петро Данилович              | Буський район            | Соколівський № 99             | 1-й секретар Буського райкому КПУ |          |
| Нанинець Василь Іванович              | місто Стрий              | Стрийський № 74               | машиніст локомотивного депо станції Стрий Львівської залізниці |          |
| Оганов Володимир Михайлович           | місто Львів              | Ленінський № 6                | генеральний директор виробничого енергетичного об'єднання «Львівенерго» |          |
| Огурок Надія Іларіонівна              | Золочівський район       | Глинянський № 127             | технік-будівельник колгоспу імені Шевченка села Прогноїв Золочівського р-ну |          |
| Онишко Зіновій Миколайович            | місто Львів              | Шевченківський № 54           | слюсар Львівського заводу радіоелектронної медичної апаратури |          |
| Падалка Анатолій Захарович            | місто Львів              | Червоноармійський № 49        | секретар Львівського обкому КПУ |          |
| Пазяк Ганна Степанівна                | місто Львів              | Ленінський № 3                | телефоністка Львівської телефонно-телеграфної станції |          |
| Палфій Федір Юрійович                 | Пустомитівський район    | Оброшинський № 177            | директор Науково-дослідного інституту землеробства і тваринництва західних районів УРСР |          |
| Панцюк Іван Миколайович               | місто Львів              | Залізничний № 16              | 1-й заступник голови Львівського міськвиконкому |          |
| Парихін Василь Панасович              | Радехівський район       | Миколаївський № 185           | голова Радехівського райвиконкому |          |
| Паславська Олександра Василівна       | Нестеровський район      | Підлісненський № 162          | доярка колгоспу імені Леніна села Підлісне Нестеровського р-ну |          |
| Пастернак (Ласінович) Любов Федорівна | місто Львів              | Радянський № 27               | водій тролейбуса Львівського трамвайно-тролейбусного управління |          |
| Пастух Ольга Максимівна               | Жидачівський район       | Бережницький № 116            | ланкова колгоспу «Радянська Україна» села Бережниця Жидачівського р-ну |          |
| Перейма Ольга Миколаївна              | Миколаївський район      | Новороздольський № 144        | робітниця Роздольського виробничого об'єднання «Сірка» Миколаївського р-ну |          |
| Петришин Ярослава Степанівна          | місто Львів              | Ленінський № 4                | бригадир Львівського текстильно-галантерейного об'єднання «Юність» |          |
| Петровський Болеслав Денисович        | місто Трускавець         | Трускавецький № 79            | інструктор Львівського обкому КПУ; голова Трускавецького міськвиконкому |          |
| Петровський Роман Михайлович          | Стрийський район         | Гірненський № 225             | голова Стрийського райвиконкому |          |
| Печерський Микола Григорович          | Жидачівський район       | Гніздичівський № 118          | голова Львівського обласного комітету народного контролю |          |
| Пєхота Володимир Юлійович             | місто Львів              | Радянський № 36               | 2-й секретар Львівського міськкому КПУ |          |
| Пижик Георгій Михайлович              | Сокальський район        | Жвирківський № 206            | голова Львівської обласної Ради професійних спілок |          |
| Писко Катерина Іванівна               | Мостиський район         | Пнікутський № 151             | лаборант молочнотоварної ферми колгоспу імені Івана Франка села Крукеничі Мостиського р-ну |          |
| Підстригач Ярослав Степанович         | місто Львів              | Залізничний № 19              | директор Львівського інституту прикладних проблем механіки і математики Академії наук УРСР |          |
| Пліш Лілія Миколаївна                 | Старосамбірський район   | Скелівський № 220             | ветеринарний фельдшер колгоспу імені Жданова села Муроване Старосамбірського р-ну |          |
| Подольчак Володимир Михайлович        | місто Львів              | Радянський № 34               | начальник управління в справах видавництв, поліграфії та книжкової торгівлі Львівського облвиконкому |          |
| Попенко Іван Григорович               | Радехівський район       | Лиманівський № 183            | «співпрацівник Львівського обласного комітету Добровільного товариства сприяння армії, авіації і флоту (ДТСААФ) » (начальник 7-го Карпатського прикордонного загону Західного прикордонного округу КДБ, полковник) |          |
| Попов Геннадій Сергійович             | Бродівський район        | Заболотцівський № 89          | голова колгоспу «Правда» села Пониковиця Бродівського р-ну |          |
| Порох Григорій Якимович               | Нестеровський район      | Дублянський № 157             | начальник управління Львівської залізниці |          |
| Преснер Марія Броніславівна           | Бродівський район        | Підкамінський № 92            | доярка колгоспу імені Жданова села Накваша Бродівського р-ну |          |
| Прохира Марія Павлівна                | Жидачівський район       | Чорноострівський № 125        | бригадир колгоспу імені ХХІ партз'їзду села Чорний Острів Жидачівського р-ну |          |
| Процик Віктор Омелянович              | Нестеровський район      | Куликівський № 158            | слюсар Нестеровського районного виробничого об'єднання з виробничо-технічного забезпечення сільського господарства                                                                                                 |          |
| Пукій Володимир Іванович              | Старосамбірський район   | Стрілківський № 223           | столяр Стрілківської меблевої фабрики Старосамбірського меблевого комбінату |          |
| Рапак Ярослав Миколайович             | Старосамбірський район   | Хирівський № 224              | інженер з техніки безпеки колгоспу «Шлях до комунізму» села Велика Сушиця Старосамбірського р-ну |          |
| Репа Ольга Іванівна                   | Буський район            | Олеський № 98                 | доярка колгоспу «Здобуток Жовтня» села Кути Буського р-ну |          |
| Рогоза Галина Едвардівна              | Мостиський район         | Гусаківський № 148            | економіст колгоспу «Прогрес» села Золотковичі Мостиського р-ну |          |
| Романець Володимир Васильович         | місто Львів              | Червоноармійський № 47        | голова Львівського обласного суду |          |
| Романяк Мирослава Володимирівна       | Самбірський район        | Ралівський № 193              | тваринниця колгоспу «Заповіт Ілліча» села Ралівка Самбірського р-ну |          |
| Рубаха Софія Петрівна                 | Кам'янсько-Бузький район | Великосілківський № 136       | телятниця колгоспу «Прогрес» села Дідилів Кам'янсько-Бузького р-ну |          |
| Русняк Людмила Пилипівна              | місто Львів              | Залізничний № 15              | робітниця Львівського виробничого об'єднання імені Леніна |          |
| Сало Євгенія Антонівна                | Бродівський район        | Ясенівський № 93              | доярка колгоспу імені Василя Стефаника села Ясенів Бродівського р-ну |          |
| Сало Наталія Андріївна                | Нестеровський район      | Магерівський № 160            | бригадир рільничої бригади дослідного господарства Львівської державної зональної машиновипробувальної станції селища Магерів Нестеровського р-ну                                                                  |          |
| Саман Марія Лук'янівна                | Турківський район        | Нижньояблунський № 234        | доярка радгоспу імені 50-річчя Компартії України села Нижня Яблунька Турківського р-ну |          |
| Самойленко Альбіна Сергіївна          | Самбірський район        | Вільшаницький № 188           | секретар Львівського облвиконкому |          |
| Самотій Любов Олександрівна           | Нестеровський район      | Сопошинський № 164            | голова Нестеровського райвиконкому |          |
| Самченкова Катерина Андріївна         | Миколаївський район      | Новороздольський № 145        | робітниця будівельного управління № 63 тресту «Роздолхімбуд» Миколаївського р-ну |          |
| Свист Галина Юліанівна                | Городоцький район        | Родатичівський № 106          | доярка колгоспу імені Чапаєва села Долиняни Городоцького р-ну |          |
| Святоцький Василь Олександрович       | Золочівський район       | Сасівський № 132              | 2-й секретар Львівського обкому КПУ |          |
| Сенцова Любов Йосафатівна             | місто Стрий              | Стрийський № 75               | продавець Стрийського змішторгу |          |
| Сергієнко Олексій Іванович            | Яворівський район        | Івано-Франківський № 242      | заступник голови Львівського облвиконкому |          |
| Сивак Любов Михайлівна                | Золочівський район       | Золочівський № 129            | вчителька Золочівської середньої школи № 1 імені Степана Тудора |          |
| Сіглов Євген Лукич                    | місто Самбір             | Самбірський № 72              | голова Самбірського міськвиконкому |          |
| Сілаков Віктор Олексійович            | Сокальський район        | Олексіївський № 207           | 1-й заступник начальника Політичного управління Прикарпатського військового округу, генерал-майор |          |
| Следь Олександр Феодосійович          | місто Львів              | Ленінський № 9                | директор Львівського автобусного заводу |          |
| Сліпушенко Микола Андрійович          | місто Стрий              | Стрийський № 77               | редактор обласної газети «Львовская правда» |          |
| Слюсарчук Леонід Васильович           | місто Дрогобич           | Дрогобицький № 67             | токар Дрогобицького експериментально-механічного заводу спецобладнання |          |
| Снеда Михайло Іванович                | місто Львів              | Ленінський № 7                | слюсар Львівського заводу фрезерних верстатів |          |
| Стельмах Іван Миколайович             | Стрийський район         | Дідушицький № 227             | голова Дідушицької сільської ради Стрийського р-нуну |          |
| Стефаник Семен Васильович             | місто Львів              | Червоноармійський № 40        | директор Львівського літературно-меморіального музею Івана Франка |          |
| Стецький Павло Іванович               | Перемишлянський район    | Чемеринецький № 171           | тракторист колгоспу імені Мічуріна села Чемеринці Перемишлянського р-ну |          |
| Стороняк Іван Ілліч                   | місто Львів              | Шевченківський № 52           | завідувач відділу соціального забезпечення Львівського облвиконкому |          |
| Сулик Ігор Федорович                  | Старосамбірський район   | Добромильський № 216          | різчик художньої різьби по дереву Добромильського деревообробного комбінату «Добромиль» Старосамбірського р-ну |          |
| Сухроменда Наталія Олексіївна         | Миколаївський район      | Розвадівський № 146           | робітниця Пісочненського склозаводу Львівського виробничого скляного об'єднання «Райдуга» |          |
| Сюсюкало Ольга Адамівна               | місто Львів              | Шевченківський № 51           | швея Львівської швейної фабрики виробничого швейного об'єднання «Маяк» |          |
| Табен Тома Володимирович              | місто Львів              | Червоноармійський № 45        | токар Львівського виробничого об'єднання з випуску штучних алмазів та алмазного інструменту |          |
| Тарнавська Марія Михайлівна           | Жидачівський район       | Ходорівський № 124            | лаборант Ходорівського цукрового комбінату Жидачівського р-ну |          |
| Тарновський Микола Юхимович           | місто Львів              | Шевченківський № 59           | письменник |          |
| Твердий Пилип Якович                  | Турківський район        | Турківський № 239             | голова Львівської обласної планової комісії |          |
| Теребинькін Леонід Андрійович         | місто Львів              | Радянський № 37               | бригадир бригади водіїв Львівського автотранспортного підприємства № 31401 |          |
| Теслюк Михайло Миколайович            | місто Львів              | Червоноармійський № 43        | персональний пенсіонер, діяч КПЗУ |          |
| Тимків Роман Михайлович               | Городоцький район        | Комарнівський № 104           | голова Городоцького райвиконкому |          |
| Товкач Мирослав Павлович              | Сколівський район        | Тухольківський № 203          | голова Сколівського райвиконкому |          |
| Токмаков Євген Петрович               | Мостиський район         | Твіржанський № 153            | начальник управління харчової промисловості Львівського облвиконкому |          |
| Торуба Єва Михайлівна                 | Яворівський район        | Краковецький № 244            | ланкова колгоспу імені Кірова села Бунів Яворівського р-ну |          |
| Уткін Вадим Олександрович             | місто Червоноград        | Гірницький № 85               | начальник управління торгівлі Львівського облвиконкому |          |
| Федак Йосип Іванович                  | Самбірський район        | Луківський № 191              | інженер колгоспу імені Калініна села Луки Самбірського р-ну |          |
| Федорович Надія Степанівна            | місто Львів              | Радянський № 32               | робітниця Львівського виробничого об'єднання імені 50-річчя Жовтня |          |
| Філіма Євген Михайлович               | Пустомитівський район    | Промисловий № 178             | «співробітник Львівського обласного комітету Товариства Червоного Хреста» (командир конвойної частини Внутрішніх військ МВС СРСР № 30021, полковник)                                                               |          |
| Філяс Дмитро Михайлович               | Яворівський район        | Прилбичівський № 248          | головний агроном колгоспу «Правда» села Рогізне Яворівського р-ну |          |
| Фітель Анастасія Федорівна            | Яворівський район        | Немирівський № 246            | ланкова колгоспу «Дружба» села Вербляни Яворівського р-ну |          |
| Хаба Ганна Григорівна                 | Радехівський район       | Вузлівський № 182             | свинарка колгоспу імені Фрунзе села Дмитрів Радехівського р-ну |          |
| Ханас Ганна Петрівна                  | Жидачівський район       | Вербицький № 117              | бригадир комплексної бригади колгоспу «Ленінським шляхом» села Вербиця Жидачівського р-ну |          |
| Хомишина Анастасія Пилипівна          | місто Борислав           | Бориславський № 63            | голова Бориславського міськвиконкому |          |
| Хом'як Богдан Йосипович               | місто Червоноград        | Соснівський № 86              | машиніст гірничовиймальних машин дільниці підготовчих робіт шахти № 9 «Великомостівська» виробничого об'єднання «Укрзахідвугілля»                                                                                  |          |
| Чаплій Зінаїда Петрівна               | Бродівський район        | Бродівський № 87              | майстер цеху товарів народного споживання Бродівського лісгоспзагу |          |
| Часовська Іванна Тадеївна             | місто Львів              | Червоноармійський № 42        | бригадир ампульного цеху Львівського хіміко-фармацевтичного заводу |          |
| Червінська Ганна Володимирівна        | Кам'янсько-Бузький район | Добротіврський № 137          | телятниця колгоспу «Дружба» села Зубів Міст Кам'янсько-Бузького р-ну |          |
| Чернишевич Григорій Антонович         | Самбірський район        | Рудківський № 194             | начальник управління побутового обслуговування населення Львівського облвиконкому |          |
| Черпак Микола Петрович                | Яворівський район        | Рясненський № 249             | начальник Управління Комітету державної безпеки УРСР по Львівській області |          |
| Чеховський Ярослав Іларіонович        | місто Львів              | Залізничний № 22              | начальник Львівського територіального управління матеріально-технічного постачання |          |
| Чудинов Геннадій Петрович             | місто Львів              | Залізничний № 20              | пілот Львівського об'єднаного авіазагону |          |
| Шавков Петро Іванович                 | місто Дрогобич           | Дрогобицький № 65             | 1-й заступник голови Львівського облвиконкому |          |
| Шайдецький Борис Маркіянович          | Городоцький район        | Березецький № 100             | голова комітету Львівського облвиконкому з телебачення і радіомовлення |          |
| Шевчук Марія Степанівна               | Сокальський район        | Сокальський № 211             | в'язальниця Сокальської панчішної фабрики філіалу Червоноградського виробничого панчішного об'єднання |          |
| Шемберко Степанія Іванівна            | Яворівський район        | Нагачівський № 245            | телятниця колгоспу «Прогрес» села Нагачів Яворівського р-ну |          |
| Шилич Олександра Михайлівна           | Пустомитівський район    | Щирецький № 181               | телятниця радгоспу імені Калініна селища Щирець Пустомитівського р-ну |          |
| Широких Юрій Васильович               | Сколівський район        | Прибережницький № 200         | комісар Львівського обласного військового комісаріату |          |
| Шмігель Наталія Олегівна              | місто Львів              | Радянський № 33               | слюсар-електромонтажник Львівського науково-виробничого об'єднання «Термоприлад» |          |
| Шуліпа Володимир Іванович             | Городоцький район        | Городоцький № 102             | заступник голови Львівського облвиконкому |          |
| Юзьків Лідія Романівна                | Сколівський район        | Сколівський № 201             | лікар Сколівської центральної районної лікарні |          |
| Юхимець Ганна Василівна               | Перемишлянський район    | Ушковичівський № 170          | завідувачка ферми колгоспу «Комунар» села Осталовичі Перемишлянського р-ну |          |
| Явич Арон Абрамович                   | місто Львів              | Залізничний № 17              | керівник відділу Львівського виробничого об'єднання імені Леніна |          |
| Яворський Володимир Григорович        | місто Львів              | Шевченківський № 60           | начальник управління комунального господарства Львівського облвиконкому |          |
| Якубець Галина Володимирівна          | місто Львів              | Залізничний № 23              | монтажниця радіоапаратури Львівського виробничого об'єднання «Електрон» |          |
| Янків Марія Миколаївна                | місто Львів              | Шевченківський № 50           | майстер Львівського виробничого об'єднання «Львівгаз» |          |
| Яремко Марія Матвіївна                | місто Львів              | Ленінський № 5                | штукатур Львівського будівельного управління № 16 тресту «Львівпромбуд» |          |
| Яремчук Дмитро Антонович              | Нестеровський район      | Нестеровський № 161           | секретар Львівського обкому КПУ |          |
| Яремчук Микола Олексійович            | Жидачівський район       | Сидорівський № 123            | голова правління Львівської обласної споживчої спілки |          |
| Яровий Юрій Семенович                 | Дрогобицький район       | Лішнянський № 109             | голова Дрогобицького райвиконкому |          |

6 березня 1980 року відбулася 1-а сесія Львівської обласної ради народних депутатів 17-го скликання. Головою облвиконкому обраний Кирей Михайло Ілліч, 1-м заступником голови — Шавков Петро Іванович, заступниками голови: Алаєва Ія Семенівна, Сергієнко Олексій Іванович, Шуліпа Володимир Іванович. Секретарем облвиконкому обрана Самойленко Альбіна Сергіївна.
Обрано виконком Львівської обласної ради 17-го скликання у складі 17 чоловік: Кирей Михайло Ілліч — голова облвиконкому; Шавков Петро Іванович — 1-й заступник голови облвиконкому; Алаєва Ія Семенівна — заступник голови облвиконкому; Сергієнко Олексій Іванович — заступник голови облвиконкому; Шуліпа Володимир Іванович — заступник голови облвиконкому; Самойленко Альбіна Сергіївна — секретар облвиконкому; Добрик Віктор Федорович — 1-й секретар Львівського обкому КПУ; Твердий Пилип Якович — голова Львівської обласної планової комісії; Байдюк Анатолій Тимофійович — начальник Львівського обласного управління сільського господарства; Кузнецов Костянтин Дмитрович — завідувач Львівського обласного фінансового відділу; Луценко Володимир Іванович — начальник Львівського обласного управління внутрішніх справ; Печерський Микола Григорович — голова Львівського обласного комітету народного контролю; Лимаренко Олександр Іванович — завідувач організаційно-інструкторського відділу Львівського облвиконкому; Панцюк Іван Миколайович — 1-й заступник голови Львівського міськвиконкому; Підстригач Ярослав Степанович — директор Львівського інституту прикладних проблем механіки і математики Академії наук УРСР; Рубаха Софія Петрівна — телятниця колгоспу «Прогрес» села Дідилів Кам'янсько-Бузького р-ну; Барабащук Микола Григорович — старший оператор цеху Дрогобицького нафтопереробного заводу.